# Muziek (schoolvak in Nederland)
Het schoolvak muziek wordt in het voortgezet onderwijs in Nederland zowel in de onderbouw als in de bovenbouw aangeboden. In de onderbouw maakt het vak deel uit van het leergebied kunst & cultuur. 

## Bovenbouw havo/vwo
In de bovenbouw van de havo en het vwo kan een school kiezen het vak als keuzevak te geven. Dit kan in het profiel cultuur en maatschappij als cultureel keuzevak en in alle vier de profielen als keuzevak in het vrije deel. Het vak kent twee verschillende stijlen, die naar keuze van de school aan te bieden zijn. Het examenvak muziek (oude stijl) kent naast de praktijk een centraal examen dat bestaat uit vaktheorie zoals algemene muziekleer, solfège, analyse en muziekgeschiedenis. Sinds de invoering van de tweede fase eind jaren 90 bestaat er ook een nieuwe stijl examenvak muziek. Aanvankelijk was het de bedoeling dat dit vak in plaats van het oude stijlvak zou komen, maar tot op heden bestaan beide vakken nog naast elkaar. Het nieuwe stijlvak heette bij de invoering CKV3 muziek, dat samen met CKV2 (kunst- en cultuurgeschiedenis) kon worden gevolgd. 
Sinds de vernieuwingen in de tweede fase in 2007 zijn de vaknamen veranderd in kunst (algemeen) in plaats van CKV2 en kunst (muziek) in plaats van CKV3. Het vak kunst (algemeen) kent ook een centraal examen. Het vak kunst (muziek), dat aan kunst (algemeen) is gekoppeld, kent alleen een schoolexamen. Het nieuwe stijlvak legt naast de praktijk dus meer de nadruk op de geschiedenis van alle kunsten, en niet alleen muziek.

## Bovenbouw vmbo
Ook op het vmbo kan een leerling examen doen in muziek. Het vak kunstvakken 2: muziek kent naast het schoolexamen ook een centraal examen. Het vak bestaat alleen in de theoretische en gemengde leerweg. In de beroepsgerichte leerwegen is het niet mogelijk het vak als examenvak te kiezen.